# Eduard Koning (jurist)
mr. Eduard Koning (Bellingwolde, 16 september 1824 - Leeuwarden, 17 april 1892) was een Nederlands bestuurder, griffier en (kanton)rechter. Hij was tussen 1856 en 1859 burgemeester van Wedde, waar hij zijn oom Sixtus Gerhardus Eckringa opvolgde.

## Biografie
Koning werd geboren als zoon van een openbaar notaris in het kanton Pekela. Alvorens hij burgemeester van Wedde werd, studeerde hij in 1850 op de Hogeschool van Groningen af in de rechtsgeleerdheid. Reeds na drie jaar burgemeesterschap vertrok Koning naar het kantongerecht te Winschoten om daar griffier te worden. In 1863 volgde een benoeming tot kantonrechter aldaar. In 1876 werd Koning vervolgens raadsheer aan het gerechtshof te Leeuwarden; hij woonde aan de Noorderweg en was er tot zijn overlijden in 1892 werkzaam. Ook was hij in de Friese hoofdstad lid van het Koninklijk Fries Genootschap voor Geschiedenis en Cultuur.
Na een langdurig ziekbed overleed Eduard Koning op 67-jarige leeftijd in Leeuwarden. Hij werd onder grote belangstelling begraven op de Zuiderbegraafplaats aan de Hereweg in Groningen.